# Astíanax

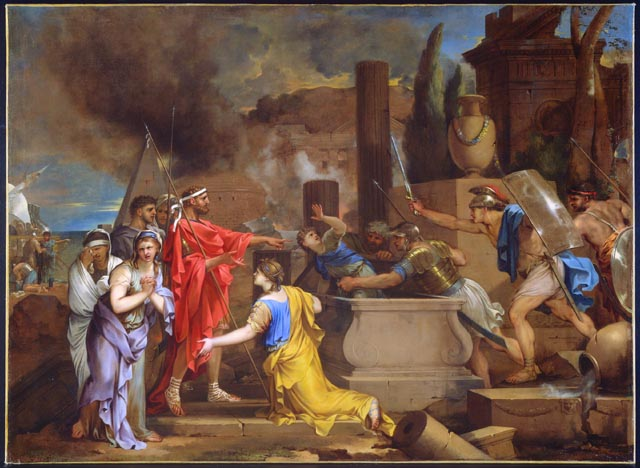
Sébastien Bourdon - Odisseu descobreix Astíanax amagat a la tomba d'Hèctor

D'acord amb la mitologia grega, Astíanax (en grec antic Άστυάναξ) va ser un príncep troià, fill d'Hèctor i d'Andròmaca.
El seu pare li posà el nom d'Escamandre, pel riu Escamandre que regava Troia, però els troians el coneixien per aquest altre, que vol dir el senyor de la ciutat o Príncep de la ciutat, en honor d'Hèctor. Molt petit, encara en braços de sa mare, apareix en el comiat d'Hèctor i Andròmaca jugant amb el plomall del casc del seu pare. Mort Hèctor i presa Troia, Astíanax va ser reclamat pels cabdills grecs, especialment per Odisseu, que temien que els supervivents de la desfeta el proclamessin rei. Els grecs el van matar precipitant-lo des de dalt d'una torre. Alguns afirmen que això ho va fer precisament Neoptòlem.
Segons altres, pogué salvar-se gràcies a la seua mare i fundà una nova ciutat a l'Epir, o bé va tornar a Troia per reconstruir-la, juntament amb Ascani.